# Ivica Kralj
Ivica Kralj (szerbül: Ивица Краљ, Tivat, 1973. március 26. –) montenegrói és jugoszláv válogatott labdarúgókapus.
A jugoszláv válogatott tagjaként részt vett az 1998-as világbajnokságon és a 2000-es Európa-bajnokságon.

## Sikerei, díjai
FK Partizan
- Jugoszláv bajnok (3): 1992–93, 1995–96, 1996–97
- Szerb-montenegrói bajnok (1): 2004–05
- Jugoszláv kupagyőztes (1): 1998

FC Porto
- Portugál bajnok (1): 1998–99

PSV
- Holland bajnok (2): 1999–2000, 2002–03